# 布薩琳·翁麗樂濃
布薩琳·翁麗樂濃（曾誤譯為布達莉·沃樂拉濃，1997年9月23日—），小名Grace，為泰國第7電視台前藝人，2015年泰國妙齡小姐亞軍。代表作有2017年的《魚之戀》。

## 個人簡歷
Grace於1997年9月23日出生於泰國曼谷，原名為布薩琳·薩里。高中畢業於Wat Intharam School，大學於泰國商會大學的人文學院主修航空企業管理。
Grace的演藝生涯始於2015年的泰國妙齡小姐選美競賽。由於她身材高挑，曾被人說過她不適合這個舞台，因此為了證明自己，Grace報名了泰國妙齡小姐。在家人的陪伴與支持下，一路過關斬將，最後在該競賽中榮獲亞軍。
2017年在戲劇新版《魚之戀》中以演員的身分首度亮相，Grace飾演的Chonticha一角，獲得了不少正面評價。
Garce作為業界新血，她在演藝圈立下目標，她想嘗試任何事，只要有機會，她會拚盡全力，每一件事都會盡力而為。

## 影視作品

### 電視劇
| 首播年份 | 戲名                 | 戲名   | 播放平台  | 角色                | 備註     |
| 首播年份 | 譯名                 | 原文名 | 播放平台  | 角色                | 備註     |
| 2017年   | 《魚之戀2017》       |        | Ch7HD     | Chonticha （Chon）  | 配角     |
| 2018年   | 《甜蜜之家》         |        | Ch7HD     | Wan                 | 配角     |
| 2018年   | 《戀愛之季》         |        | Ch7HD     | Dao                 | 特別出演 |
| 2018年   | 《戀愛訓練營》       |        | Ch7HD     | Mintra （Min）      | 配角     |
| 2019年   | 《晴空明月》         |        | Ch7HD     | Sawat               | 配角     |
| 2020年   | 《音樂教父》         |        | Ch7HD     | Tonhorm             | 主演     |
| 2021年   | 《猛虎通行證》       |        | Ch7HD     | Angkab              | 主演     |
| 2022年   | 《峽谷猛虎》         |        | Ch7HD     |                     | 配角     |
| 2022年   | 《魔幻愛情2022》     |        | Ch7HD     | Prokduean （Duean） | 配角     |
| 2022年   | 《假扮男傭》         |        | Ch7HD     | Ampha               | 配角     |
| 2024年   | 《我的青梅是討厭鬼》 |        | Amarin TV | Kenlong             | 主演     |

### 網路劇
| 首播年份 | 戲名         | 戲名   | 播放平台 | 角色    | 備註 |
| 首播年份 | 譯名         | 原文名 | 播放平台 | 角色    | 備註 |
| 2024年   | 《泰版幽靈》 |        | MONOMAX  | Viulada | 主演 |

## 外部連結
- 布薩琳·翁麗樂濃的Instagram帳戶（泰文）
- 布薩琳·翁麗樂濃的X（前Twitter）（泰文）